# Adolphe Samuel
Adolphe-Abraham Samuel, född 11 juli 1824 i Liège, död 11 september 1898 i Gent, var en belgisk tonsättare.
Samuel utbildade sig i Bryssel samt i Tyskland, Österrike och Italien, blev 1860 professor i harmonilära i Bryssel och 1871 konservatoriedirektör i Gent. Han åtnjöt i sitt hemland anseende som kompositör av bland annat operor, kantater, körsånger, motetter, två stråkkvartetter, fem symfonier och körsymfonin Christus, varjämte han uppträdde som musikskriftställare, med bland annat med en harmonilära (1867).